# Vidor Asso X Jewel

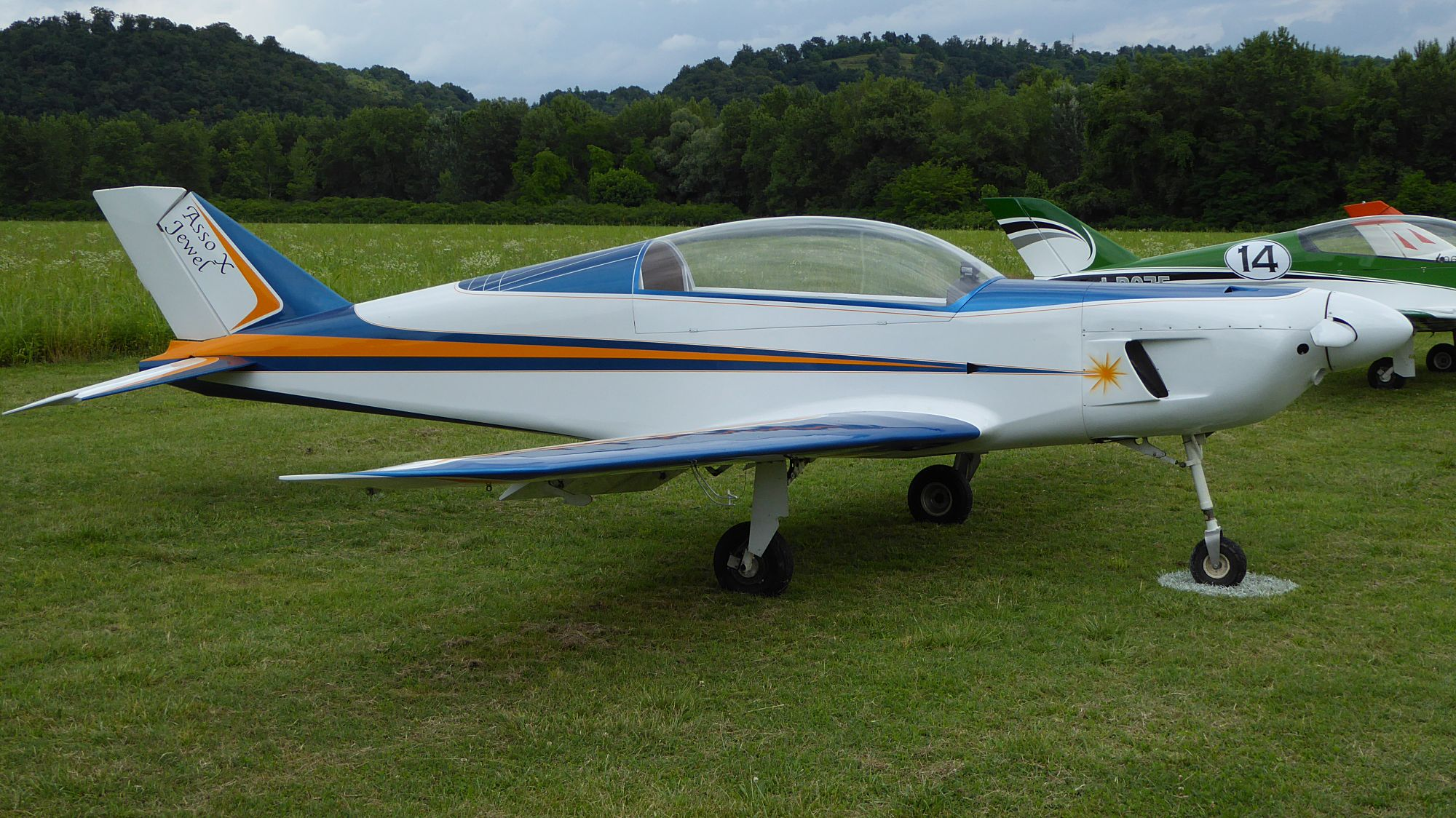

El Vidor Asso X Jewel es un avión ultraligero de madera, ala baja, motor único, dos asientos en tándem, diseñado por el diseñador italiano Giuseppe Vidor.
Este avión es uno de sus muchos diseños de madera, comercializado por la compañía Asso Aerei de Vidor, como el Asso V Champion, Asso IV Whisky y Asso VI Junior. El kit/planes de la aeronave se especifican para el Rotax 912, pero también es uno de los pocos aviones reportados para utilizar el motor Sauer S 2100 ULT.

## Variantes
Millennium Master
Un avión compuesto, evolucionado a partir de la Asso X Jewel.
Pelegrin Tarragon
Un avión compuesto, evolucionado a partir del Maestro del Milenio.
Blackshape Prime
Un avión compuesto, evolucionado a partir del Maestro del Milenio.

## Especificaciones

### Características generales
- Capacidad: 2
- Longitud: 7 m (23 ft 0 in)
- Envergadura: 8.1 m (26 ft 7 in)
- Altura: 2,15 m (7 pies 1 pulg.)
- Superficie del ala: 9,6 m² (103 pies cuadrados)
- Peso vacío: 282.5 kg (623 lb)
- Peso máximo de despegue: 472,5 kg (1,042 lb)
- Hélices: 2 palas con paso ajustable en tierra

### Rendimiento
- Velocidad máxima: 300 km/h (190 mph, 160 kn)
- Velocidad de crucero: 286 km/h (178 mph, 154 kn)
- Velocidad de parada: 64 km/h (40 mph, 35 kn)
- Velocidad nunca superior: 330 km/h (210 mph, 180 kn)
- Alcance: 1.300 km (810 mi, 700 nmi)
- Carga del ala: 47 kg/m2 (9,6 lb/sq ft)